# Isaac Bengualid
Isaac Bengualid (en árabe: إسحاق ابن الوليد‎, en hebreo: יצחק בן וואליד‎; 1777, Tetuán - 12 de marzo de 1870), también conocido por su epíteto El Justo, fue un rabino de origen sefardí nacido en Marruecos. Fue uno de los rabinos más importantes de la historia marroquí, desempeñando el cargo de rabino de Tetuán durante alrededor de 40 años.

## Biografía
Isaac Ben Walid nació en una familia de rabinos en Tetuán en 1777, hijo del rabino Shem Tov y llevó el nombre de su abuelo, el rabino Isaac. El padre de Ben Walid murió cuando él era joven y su familia se volvió pobre. A la edad de diecisiete años demostró que tenía conocimientos de la Torá y Halajá, y los rabinos lo consideraron prometedor. 
Emigró a Gibraltar pero la comunidad judía de Tetuán envió mensajeros tras él para traerlo de regreso a su ciudad e insistió en que viniera a servir como su rabino. A la luz de sus repetidas peticiones, recibió el sacerdocio y sirvió como rabino de la ciudad y jefe de la corte durante 40 años.
Bengualid se casó con una mujer de una familia de rabinos, que dio a luz a su hijo mayor antes de fallecer poco después. Se volvió a casar con la hija de un rabino llamado Widal Pipas (en hebreo: שמחה וידאל ביבאס‎), con quien tuvo 10 hijos que también se convirtieron en rabinos. Bengualid pasó la mayor parte de su vida enseñando la Torá a los estudiantes y también es autor de un libro de dos volúmenes sobre la historia de los judíos en Tetuán, titulado Así habló Isaac (en hebreo: ויאמר יצחק‎). 
Tras el comienzo de la ocupación española de Tetuán, con la guerra de África de 1860, dio su aprobación para que la comunidad empezara a usar vestidos y costumbres europeas en la aljama y en 1860, fundó el primer colegio de la Alianza Israelita Universal en su Tetuán natal.En 1862, emigró a Palestina y se estableció en Haifa con su familia, a pesar de las súplicas de los rabinos de Jerusalén (incluido el Gran Rabino Jaim David Hazan) de establecerse en Jerusalén, pero al poco tiempo regresó a Tetuán. En 1868, junto con el rabino Itzjak Nahon, dirigió una carta a Moses Montefiore (alcalde de Londres) para pedirle ayuda ante la violencia contra los judíos desatada en Marruecos, debido al brutal asesinato de dos mujeres judías en Tetuán.
Su mausoleo está ubicado en Hay Al-Quds, antiguo barrio judío de Tetuán, y anualmente alberga una celebración conmemorativa, o hillulá.